# Karas obecný
Karas obecný (Carassius carassius) je sladkovodní, potamodromní (migruje v rámci sladkých vod), všežravá ryba mírného pásu z čeledi kaprovitých. Na první pohled je velmi podobný kaprovi, ale odlišuje se absencí vousků na tlamce. Žije ve stojatých a mírně tekoucích vodách s bahnitým dnem a hustou vegetací. Běžně dorůstá velikosti 10–35 cm (největší naměřená délka 64 cm), váží do 3 kg a dožívá se přibližně 10 let.  Přestože se dříve jednalo o velmi hojnou (až plevelnou) rybu českých vod, v současné době se jedná o kriticky ohrožený druh.

## Popis
Základními poznávacími znaky karase obecného jsou tlamka bez vousků, zlatozelené zbarvení, vyklenutá hřbetní ploutev, která je výrazně delší než ploutev řitní a skvrna v ocasním násadci (pouze u jedinců do 10 cm). Zoubky ve hřbetní ploutvi jsou stejně velké, obvykle v počtu 25–30. Ocasní ploutev je mělce vykrojená. Poslední tvrdý paprsek nepárových ploutví je ozubený. V porovnání s karasem stříbřitým má drobnější šupiny, tupější tvar hlavy, výše položené oko, drobnější ústa směřující lehce vzhůru, jemnější ozubení posledního tvrdého paprsku hřbetní ploutve a méně vykrojenou ocasní ploutev. Hřbetní ploutev karase stříbřitého je na rozdíl od karase obecného lehce prohnutá dovnitř či rovná.

## Rozšíření
Karas obecný je v rámci Eurasie rozšířen v povodí Baltského, Severního (chybí v povodí Severního moře ve Švédsku a Norsku), Bílého, Barentsova, Černého, Kaspického a Egejského moře.
Původním stanovištěm karase obecného jsou záplavová území dolních toků řek. S úbytkem tohoto druhu habitatu je však karas obecný nucen využívat rybníky a různé druhotné vodní plochy. Rovněž je častý v obhospodařovaných rybnících, kde je však vlivem doprovodné obsádky dravých ryb vystaven vyššímu predačnímu tlaku. Přirozeně se nejčastěji vyskytuje se slunkou obecnou (Leucaspius delineatus), piskořem pruhovaným (Misgurnus fossilis), perlínem ostrobřichým (Scardinius erythrophthalmus) či línem obecným (Tinca tinca).
V Evropě genetické analýzy identifikovaly dvě linie karase obecného – severskou a dunajskou. Severská linie je rozšířená v severní a východní Evropě. V České republice  k této linii patří povodí Labe a Odry. Dunajská linie se v celé Evropě vyskytuje pouze v povodí Dunaje. Odhaduje se, že tyto dvě linie byly od sebe izolovány po dobu 2,15 mil. let, což odpovídá zhruba začátku pleistocénu. Řada druhů sladkovodních ryb byla z povodí Dunaje opětovně šířena do severní Evropy, ale v případě karase obecného se tak nestalo z důvodu omezeného potenciálu šíření. Karas obecný preferuje stojaté vody, a tudíž není schopen se šířit tak dobře, jako druhy proudivých vod. To mělo zřejmě za následek omezenou schopnost karase obecného rozšířit se v horním povodí Dunaje (v ČR je tato oblast ohraničena linií Český les, Šumava, Novohradské hory, Českomoravská vysočina, Králický Sněžník, Oderské vrchy, Jeseníky a Moravskoslezské Beskydy). Tato oblast mohla působit jako bariéra pro šíření dunajské linie karase obecného na severozápad (na území Česka do Čech, části severní Moravy a Slezska). Současné studie však potvrzují přítomnost dunajské linie karasů i v labském povodí, což ukazuje na promíchanost severské a dunajské linie.

## Potrava
Karas obecný je všežravá ryba. Preferuje drobné bezobratlé a živočichy ze dna, jedná se tedy o tzv. bentofága. Z bezobratlých živočichů vyhledává zejména měkkýše a larvy pakomárů. Svou potravu rovněž doplňuje o zooplankton. Výjimečně zařadí také řasy či vodní rostliny, které ale neumí efektivně trávit. Potravu přijímá po celý den, ale nejvyšší aktivitu vykazuje v noci.

## Ekologie a Příčiny ohrožení
Karas obecný není příliš konkurenceschopný druh, ale přesto si vyvinul několik adaptací, díky kterým se vyrovnává s přítomností konkurentů či predátorů. Dokázal se adaptovat na prostředí s nedostatkem kyslíku a přežívá i v malých, sezónně anoxických (bezkyslíkatých) rybníčcích  či vodních habitatech s ledovou pokrývkou. Dravé ryby v tomto prostředí nepřežijí nebo se v něm trvale neudrží, a tak jedinými predátory pro karase zůstávají nerybí dravci, jako například ledňáček nebo volavka. Nízké koncentrace kyslíku karasi snáší díky procesu zvaném anaerobní glykolýza, kdy organismus získává energii z glykogenu bez přístupu kyslíku. Ve vodách, kde dochází k vyčerpání kyslíku, je karas obecný často jediným přítomným druhem a vytváří zde velmi početné populace s dominancí jedinců do 10 cm délky. Tito jedinci mají v poměru k tělu velkou hlavu a jsou nízkohřbetí. Ve starší literatuře je tato forma nazývána jako bahenní (forma Carassius carassius f. humilis). V prostředí bez rozsáhlých období bez kyslíku, kde se vyskytuje více druhů v rybím společenstvu, bývá zastoupen pouze malým množstvím velkých jedinců.
Druhou adaptací proti dravým rybám je vytvoření vysoké formy těla, díky které se stávají nedostupnou potravou pro většinu velikostí dravých druhů ryb. Vysoká forma těla také zvyšuje únikovou rychlost karase. Pokud se karas obecný vyskytuje na lokalitě s přítomností dravých druhů ryb, vytvoří jako obranu před napadnutím vysokou formu těla a jeho populace se skládají z malého množství velkých jedinců (1–25 jedinců/ha). Důležité je, aby karas dokázal i v prostředí zarostlém vodními rostlinami nebo v prostředí s nízkou průhledností zjistit přítomnost predátora (např. štiky). Namísto zraku či informací z postranní čáry využívá především čich. Pokud štika zaútočí na hejno karasů a jednoho z nich uloví, do okolí se z jeho rány rozptyluje varovný signál. Takovému místu se zbývající ryby vyhýbají. Když už se ryby do nebezpečného prostoru dostanou, udržují mezi sebou menší rozestupy a pohybují se obezřetněji, čímž zvyšují pravděpodobnost úniku.
Mezi základní příčiny ohrožení krase obecného patří:
- narovnávání řek a vyrovnávání ročních výkyvů v jejich průtocích,
- intenzifikace hospodaření na návesních rybnících a
- invazní druhy ryb.[5]

První z příčin ohrožení je úbytek přirozených biotopů karasů způsobený úpravami toků. Karasi obvykle vyhledávají hustě zarostlé stojaté vody, slepá ramena nížinných řek a tůně v záplavovém území řek.  Tyto typické lokality jeho výskytu začaly zanikat v důsledku regulací řek (jejich napřimování a zpevňování břehů). Stará ramena postupně zanikala, ale nová nevznikala – regulace řek a jejich průtoků přehradami tuto možnost vyloučila (regulované koryto je stabilní, žádné odstavené meandry v krajině již nevznikají). Mezi další zásahy, které omezují výskyt karasů v přirozených lokalitách patří vysušování mokřadů a zavážení „neproduktivních“ malých vodních ploch kvůli zemědělské činnosti.
Další významnou příčinu ohrožení představuje invazní karas stříbřitý, který karase obecného konkurenčně vytlačuje. Karas stříbřitý je považován za jeden z nejúspěšnějších invazních druhů ryb sladkovodních ekosystémů Evropy díky velké reprodukční kapacitě (může se vytírat až třikrát za rok), velmi rychlému růstu (až 4x rychlejší než karas obecný) a schopnosti rozmnožovat se nepohlavně formou gynogeneze. V populaci karasů stříbřitých se pak vůbec nemusí vyskytovat samci a populace je složena pouze ze samic. Díky tomuto typu rozmnožování vede vypuštění pouze jediné samice karase stříbřitého k rychlému populačnímu růstu. Karas stříbřitý také dokáže lépe využívat potravní zdroje z okolí a také konzumuje více rostlinné složky a detritu. Problematická je i možnost vzájemného křížení mezi karasem obecným a karasem stříbřitým (i s ostatními druhy nepůvodních karasů). Karas obecný je schopen křížit se i s kaprem obecným (Cyprinus carpio). Výsledkem takového křížení jsou neplodní jedinci označovaní jako kaprokarasi.
Kromě karase stříbřitého představují hrozbu i další invazní druhy jako například střevlička východní (Pseudorasbora parva), hlavačkovec Glenův (Perccottus glenii), sumeček černý a americký (Ameiurus melas a A. nebulosus), karas zlatý (Carassius auratus), karas ginbuna (Carassius langsdorfii) a slunečnice pestrá (Lepomis gibbosus).

## Rozmnožování
Karas obecný je fytofilní druh vytírající se na vodní rostliny tzv. porcovým výtěrem (výtěr probíhá ve třech až pěti dávkách během jednoho výtěrového období). Noví jedinci se líhnou po 4–8 dnech. V jednom výtěru se počet jiker pohybuje v rozmezí 130 000–250 000. Karasi se přirozeně vytírají v období května až června, kdy se teplota vody optimálně pohybuje mezi 18 °C až 22 °C. Pohlavně dospívají ve věku 2–3 let a běžně se dožívají 8–10 let. Poměr samic a samců je v populaci vyrovnaný. Růst je poměrně pomalý a je závislý na životním prostředím a hustotě populace.